# Encyrtocephalus mozarti
Encyrtocephalus mozarti är en stekelart som beskrevs av Girault 1931. Encyrtocephalus mozarti ingår i släktet Encyrtocephalus och familjen puppglanssteklar. Inga underarter finns listade i Catalogue of Life.